# チェルニゴフ包囲戦 (1239年)
本項は、1239年に行われたチェルニゴフ（現ウクライナ語名チェルニーヒウ）をめぐる攻防戦に関する記述である。この攻防戦はモンゴルのルーシ侵攻の一過程であり、バトゥを総司令官とするモンゴル帝国軍が、1239年秋にルーシの都市チェルニゴフを陥落させた戦いである。これにより、チェルニゴフを首都とするチェルニゴフ公国領はモンゴル帝国の支配権に入った。

## 前史
1237年から1238年にかけての、モンゴル帝国軍による北東ルーシ（ウラジーミル大公国領など）侵攻によって、ウラジーミル大公ヤロスラフは手中にあったキエフ大公位を維持できなくなり、チェルニゴフ公位にあったミハイルがキエフ大公の座を得た。変わってチェルニゴフ公位はミハイルの従兄弟のムスチスラフが得たとされるが、ミハイルは依然チェルニゴフ公位をも所持しており、ミハイルは公位を弟のアンドレイに渡したとみなす説もある。いずれにせよ、1238年末から1239年初めにかけて、ミハイルがリトアニア人に対する遠征のためにガーリチへ出征している最中に、モンゴル帝国軍が、チェルニゴフ公国南西のペレヤスラヴリ公国領とステップとの境界線に出現し、チェルニゴフ公国領へも侵入するに至った。

## 包囲戦
ルーシの年代記（レートピシ）には、包囲戦の正確な期間は記されていない。また、記されている包囲戦の詳細は、1234年にガーリチ公ダニールがチェルニゴフを包囲した際の、『ガーリチ・ヴォルィーニ年代記』の記述の複写である。チェルニゴフの包囲を直接的に指揮したのは、征西軍の総司令官であるバトゥであるという説、ベルケであるとする説、あるいはモンケであるとする説がある。一方、チェルニゴフの封鎖を解くべく対陣した（籠城部隊の指揮官ではない）のはミハイルの従兄弟のムスチスラフであった。ムスチスラフはチェルニゴフ公位にあったとも、ノヴゴロド・セヴェルスキー公であったともいわれる。ただいずれにせよ、多くの研究者は、ムスチスラフは自身の近衛兵（ドルジーナ）以外に対しても指揮権のある立場にあったとみなしている。

## 結果
包囲戦の結果チェルニゴフは陥落した。また、モンゴルのルーシ侵攻によって、チェルニゴフ公国、ノヴゴロド・セヴェルスキー公国とその分領公国の、少なくない数の公（クニャージ）が死亡したとみられている。例えば、フシチイシュ公国のウラジーミルの4人の息子は、自国の防衛戦において戦死したとする説がある。チェルニゴフ公ミハイルはキエフからハンガリー王国へと至り、ハンガリー王ベーラ4世からの援軍派遣を画策するが、キエフもまた1240年に陥落した。さらにミハイルは1243年にジョチ・ウルスによって殺害されている。